# Distrito electoral federal 8 de Baja California
El VIII Distrito Electoral Federal de Baja California es uno de los 300 distritos electorales en los que se encuentra dividido el territorio de México y uno de los 8 que para la elección de diputados federales en que se divide el estado de Baja California. Su cabecera es la ciudad de Tijuana.
El VII Distrito de Baja California fue creado en 2005 por el proceso de redistritación realizado por el Instituto Federal Electoral, su territorio incluye el sector sur de la mancha urbana de Tijuana.

## Diputados por el distrito
| Diputado                    | Grupo parlamentario | Legislatura | Periodo     |
| --------------------------- | ------------------- | ----------- | ----------- |
| Mirna Rincón Vargas         |                     | LX          | 2006 - 2009 |
| Óscar Martín Arce Paniagua  |                     | LXI         | 2009 - 2012 |
| Mayra Karina Robles Aguirre |                     | LXII        | 2012 - 2015 |
| Jacqueline Nava Mouett      |                     | LXIII       | 2015 - 2018 |
| Héctor René Cruz Aparicio   |                     | LXIV        | 2018 - 2021 |
| Fausto Gallardo García      |                     | LXV         | 2021 - 2024 |
| Fausto Gallardo García      | LXVI                | 2024 - 2027 |             |

## Resultados electorales

### 2015
| Partido/Coalición | Partido/Coalición                           | Candidato                    |
| ----------------- | ------------------------------------------- | ---------------------------- |
|                   | Partido Acción Nacional                     | Jaqueline Nava Mouett Hecho  |
|                   | Partido de la Revolución Democrática        | Laura Vitela Ceja            |
|                   | Partido Nueva Alianza                       | María Soledad González Mota  |
|                   | Compromiso por México                       | Elisa Rosana Soto Agüero     |
|                   | Partido del Trabajo                         | Claudia Mártinez Villa       |
|                   | Partido Encuentro Social de Baja California | Sergio Sotelo Félix          |
|                   | Movimiento Ciudadano                        | Joaquín Aviña Chávez         |
|                   | Partido Humanista                           | Luis Alberto Montijo Vázquez |
|                   | Movimiento Regeneración Nacional            | Monserrat Caballero Ramírez  |
|                   | Independiente                               | No Designado                 |
|                   | Partido Estatal de Baja California          | No Designado                 |

### 2012
|  | 37.33 % |

|  | 29.22 % |

|  | 26.82 % |

|  | 04.02 % |

### 2009
| Cámara de Diputados | Cámara de Diputados                            | Cámara de Diputados             |
| Partido/Coalición   | Partido/Coalición                              | Candidato                       |
| ------------------- | ---------------------------------------------- | ------------------------------- |
|                     | Partido Acción Nacional                        | José Luis Ovando Patrón Hecho   |
|                     | Partido Revolucionario Institucional           | Guillermo Aldrete Haas          |
|                     | Partido de la Revolución Democrática           | Asunción Collado Hernández      |
|                     | Coalición Salvemos a México (PT, Convergencia) | Marina Manuela Calderón Guillén |
|                     | Partido Verde Ecologista de México             | Mayra Irene Cruz Montaño        |
|                     | Nueva Alianza                                  | David Gutiérrez Piceno          |
|                     | Partido Socialdemócrata                        | Antonio Corvera Valdez          |
|                     | Partido de Baja California                     | No Registró Candidato           |
|                     | Partido Encuentro Social de Baja California    | No Registró Candidato           |

## Nota
1. ↑  Martha Paulette Gallardo Galindo renunció a su candidatura ante el INE
2. ↑  Martha Paulette Gallardo Galindo renunció a su candidatura ante el INE